# Beijing Huanying Ni
Běijīng huānyíng nǐ (chinês simplificado: 北京欢迎你; chinês tradicional: 北京歡迎你; pīnyīn: Běijīng huānyíng nǐ) é uma canção elaborada para a contagem regressiva dos 100 dias da abertura dos Jogos Olímpicos de Verão de 2008, sediados em Pequim, na República Popular da China. A expressão “Běijīng huānyíng nǐ” tornou-se um lema dos Jogos, e o seu significado é “Pequim recebe você”, “Pequim dá-lhe as boas-vindas” ou “Bem-vindo a Pequim”. É cantada por artistas de grande notoriedade vindos da China continental, Taiwan, Hong Kong, Coreia do Sul, Japão e Singapura.
A letra é de autoria do liricista de Hong Kong Albert Leung e a melodia foi composta pelo liricista chinês Xiao Ke.
A música é executada ao longo de seis minutos de duração. Desde o seu lançamento, a música tem sido extremamente popular com o público chinês. O videoclipe promocional mostra os artistas cantando em diversos atrativos turísticos de Pequim.

## Artistas participantes
(na ordem em que aparecem)
- Chen Tianjia
- Liu Huan
- Na Ying
- Stefanie Sun
- Sun Yue
- Lee-Hom Wang
- Han Hong
- Wakin Chau
- Gigi Leung
- Yu Quan
- Jackie Chan
- Richie Ren
- Jolin Tsai
- Sun Nan
- Zhou Bichang
- Wei Wei
- Huang Xiaoming
- Han Geng
- Wang Feng
- Karen Mok
- Tan Jing
- Eason Chan
- Yan Weiwen
- Dai Yuqiang
- Wang Xia
- Qifeng
- Liao Changyong
- Li Sheng song
- Lin Yilun
- Jang Nara
- JJ Lin
- A-Do
- Joey Yung
- Li Yuchun
- Huang Dawei
- Chen Kun
- Nicholas Tse
- Dao Lang
- Vivian Hsu
- Tang Can
- Lin Chi-ling
- Zhang Zilin
- Jane Zhang
- Valen Hsu
- Sky Wu
- Yang Kun
- Christine Fan
- You Hongming
- Zhou Xiao'ou
- Sha Baoliang
- Jin Haixin
- He Rundong
- F.I.R
- Pang Long
- Li Yugang
- Kenji Wu
- 5566
- Anson Hu
- Yumiko Cheng
- Ji Minkai
- Tu Honggang
- Tong Wu
- Guo Rong
- Liu Genghong
- Tengger
- Jin Sha
- Su Xing
- Wei Jia
- Fu Lishan
- Huang Zheng
- Fang Zuming
- The Flowers

## Locais
- Estádio Nacional de Pequim ("Ninho de Pássaro")
- Centro Aquático Nacional de Pequim ("Cubo d'Água")
- Cidade Proibida
- Grande Muralha da China
- Torres Gulou e Zhonglou
- Grande Teatro Nacional ("O Ovo")
- Antigo Observatório de Pequim
- Parque Olímpico Shunyi
- Estádio Indoor Wukesong
- Templo dos Antepassados
- Templo do Céu
- Torre Qianmen
- Parque Beihai
- Monumento do Milênio
- Templo do Sol
- Trem na estação da Linha 13 do Metrô
- Aeroporto Internacional de Pequim
- Templo de Confúcio
- Mercado em Houhai
- Museu da Capital
- Praça Tian'anmen
- Torre de transmissão da Televisão Central da China